# Sellandafjall
Sellandafjall är ett berg i republiken Island. Det ligger i regionen Norðurland eystra, 270 km nordost om huvudstaden Reykjavík. Toppen på Sellandafjall är 978 meter över havet, eller 540 meter över den omgivande terrängen. Bredden vid basen är 8,9 km.
Trakten runt Sellandafjall är nära nog obefolkad, med mindre än två invånare per kvadratkilometer. Det finns inga samhällen i närheten. Trakten runt Sellandafjall är ofruktbar med lite eller ingen växtlighet.